# Euphorbia paganorum
Euphorbia paganorum es una especie de fanerógama perteneciente a la familia de las euforbiáceas. Es originaria de África donde se distribuye desde África occidental tropical hasta Gabón y Sudán.

## Descripción
Es un arbusto candelabro carnoso, que alcanza un tamaño de 1-1,5 m de altura, con ramas verticiladas 2-6 juntas en el tallo principal, el verticilo superior con 5 sucursales, con las ramas torneadas y de flores muy carnosas, cilíndricas, de 2 - 5 cm de diámetro.

## Hábitat
Se encuentra en rocas de arenisca expuestas, a una altitud de 350-550 metros.

## Taxonomía
Euphorbia paganorum fue descrita por Auguste Jean Baptiste Chevalier y publicado en Revue de Botanique Appliquée et d'Agriculture Tropicale 13: 556, f. 16. 1933.
Etimología
Euphorbia: nombre genérico que deriva del médico griego del rey Juba II de Mauritania (52 a 50 a. C. - 23), Euphorbus, en su honor – o en alusión a su gran vientre –  ya que usaba médicamente Euphorbia resinifera. En 1753 Carlos Linneo asignó el nombre a todo el género.
paganorum: epíteto geográfico que alude a su localización en Sudán.